# Калинович Михайло Якович
Михайло Якович Калинович (*30 вересня (13 жовтня) 1888, Жахнівка — 16 січня 1949, Київ) — український мовознавець, санскритолог, перекладач і літературознавець, академік АН УРСР (з 1939 року). Прихильник зросійщення української мови, саме під редакцією Калиновича вийшов словник, який в колах мовознавців прозвали не «російсько-українським», а «російсько-російським» словником.[ненейтрально]

## Біографія
Народився 30 вересня (13 жовтня) 1888 року в селі Жахнівці (тепер Тиврівського району Вінницької області) в родині священика. Із 1907 року навчався у Петербурзькому університеті. У 1912 році закінчив Київський університет, в якому був залишений професорським стипендіатом. Починаючи із 1916 року викладав у цьому університеті. Вів курси вступу до мовознавства, порівняльної граматики, індоєвропейських мов, санскриту, історії стародавньої індійської літератури тощо. З 1924 року — одночасно науковий працівник АН УРСР.
У 1930—1949 роках працював завідувачем відділу загального мовознавства, директором Інституту мовознавства АН УРСР. З 22 лютого 1939 року — академік АН УРСР, академік-секретар відділення суспільних наук.
З початком німецько-радянської війни, у липні 1941 року Михайла Калиновича евакуйовано з майже 400-ми академіками, членами-кореспондентами та іншими науковими працівниками Академії наук УРСР до Уфи, столиці Башкирії.
Був у шлюбі з Маргаритою Михайлівною Отроковською, сестрою поета Володимира Отроковського.

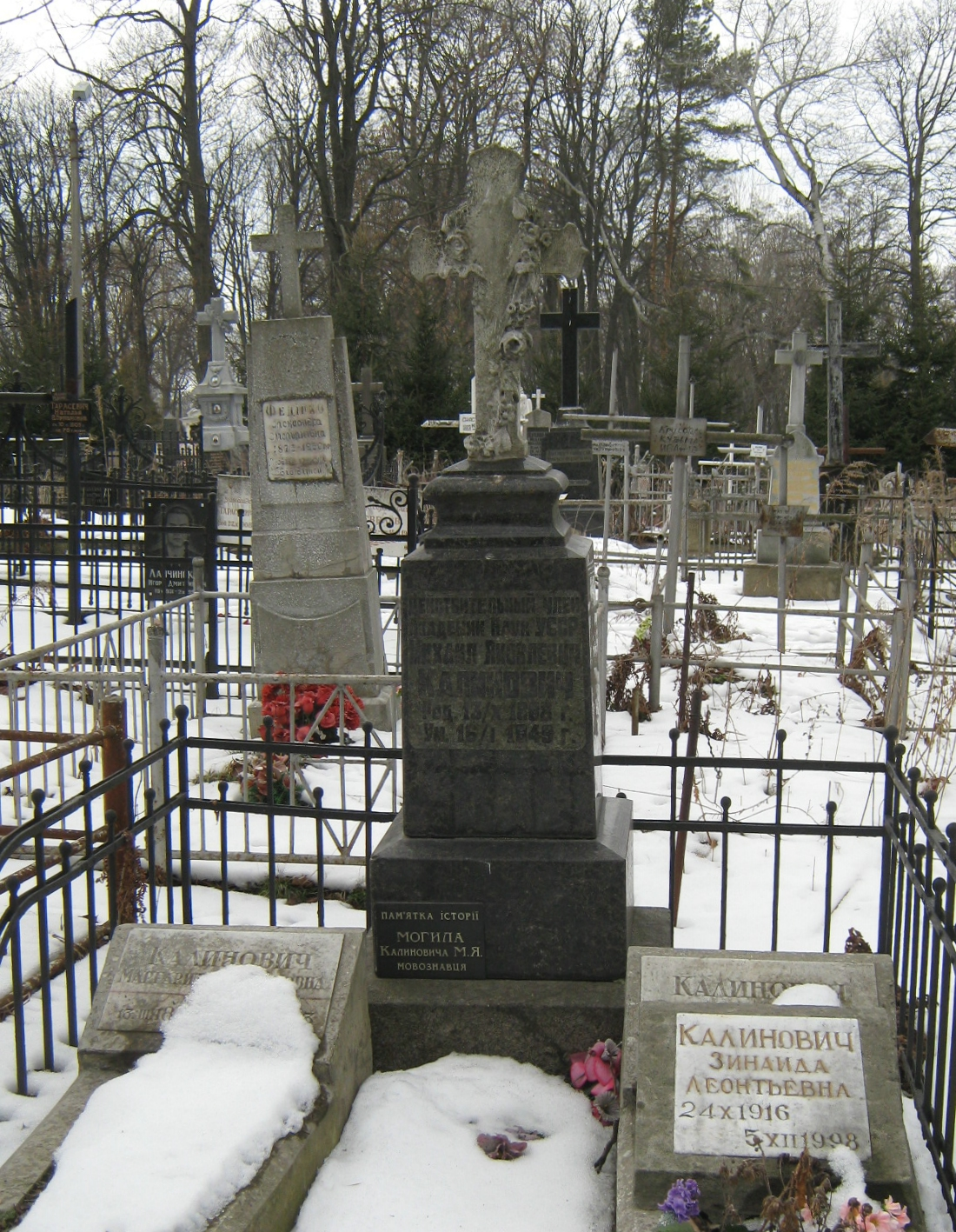
Могила М. Я. Калиновича

Мешкав у Києві по вулиці Артема (нині вулиця Січових Стрільців), 53. Помер 16 січня 1949 року. Поховано в Києві на Лук'янівському цвинтарі (ділянка № 9, ряд 10, місце 18-2). На лабрадоритовому постаменті — білий мармуровий хрест з вінком троянд.

## Наукова робота
Перші наукові публікації Михайла Калиновича присвячені проблемам індології:
- «Природа й побут в давньоіндійській драмі», 1916;
- «Бгавабгуті Шринанта», 1918;
- «Концентри індійського світогляду», 1928 та інші.

Відомі праці з літературознавства й художнього перекладу:
- монографія «Шляхи новітньої французької поезії», 1924;
- розвідки про західноєвропейських письменників Г. Велса, Дж. Конрада, Р.-Л. Стівенсона, Д. Дідро.

Також у його доробку переклади творів Максима Горького, А. Чехова, Еміля Золя та інших.
Калиновичу належить також низка публікацій з теорії та історії лексикографії, що сприяли росту професійного рівня українських лексикографів повоєнного часу, оформленню лексикографії як окремої наукової лінгвістичної галузі.

### Лексикографія
Михайло Калинович став найвідомішим у словниковій справі. Калинович — редактор-упорядник 2-го тому академічного «Російсько-українського словника», що виходив окремими випусками в 1929—1933 роках; відповідальний редактор і один з укладачів фундаментального «Російсько-українського словника» (1948), що протягом багатьох повоєнних років заступав собою відсутні на той час усі інші типи словників. Виданий однак у добу правління Сталіна після масових репресій українських словникарів (Агатангел Кримський, Григорій Голоскевич, Віктор Дубровський, Овсій Ізюмов, Андрій Ніковський, Євген Плужник та ін.), якими закінчилася українізація 1920 — 30-х років, останній словник мовознавці жартівливо називають «російсько-російським» (за добором української лексики) або «зеленим» (за кольором обкладинки).
- «Російсько-український словник» (у 4 т.; 1929—1933; співредактор)
- «Російсько-український словник» (1948; співредактор)
- «Англо-український словник» (співукладач; не надрукований)[5]

## Нагороди, пам'ять
Нагороджено орденом Трудового Червоного Прапора, медалями.
У рідному селі Жахнівці йому встановлено меморіальну дошку.